# The Elements (Album)
The Elements ist ein Jazzalbum von Joe Henderson mit Alice Coltrane. Die vom 15. bis 17. Oktober 1973 im Studio The Village Recorder in Los Angeles entstandenen Aufnahmen erschienen 1974 als LP auf Milestone Records.

## Hintergrund
The Elements, das ursprünglich 1973 auf Milestone veröffentlicht wurde, entstand für Joe Henderson in einer Zeit der Entdeckungen, einer Zeit, in der er die Post-Bop-Ausstattung und das Repertoire, mit dem er bislang identifiziert wurde, hinter sich ließ und in andere Bereiche wie Fusion vorstieß. Mit Alice Coltrane (Harfe, Piano, Harmonium) spielte der Saxophonist vier ausgedehnte Improvisationen, „Fire“, „Air“, „Water“ und „Earth“. Henderson und Coltrane wurden u. a. von dem Geiger Michael White, dem Bassisten Charlie Haden und dem Perkussionisten Kenneth Nash begleitet. Stellenweise wurde die Musik mit Effektgeräten im Mehrspurverfahren bearbeitet.
The Elements wurde auch als Teil von Hendersons acht CDs umfassendem Milestone-Boxset (Joe Henderson – The Milestone Years) neu aufgelegt. 1996 wurde das Album erstmals auf Compact Disc bei Original Jazz Classics veröffentlicht. Als LP wurde das Album 2024 bei Craft Recordings (und auch als Download über die Plattform Bandcamp) wiederveröffentlicht.

## Titelliste
- Joe Henderson Featuring Alice Coltrane: The Elements (Milestone M-9053)[1]

1. Fire 11:07
2. Air 9:58
3. Water 7:32
4. Earth 13:13

Die Kompositionen stammen von Joe Henderson.

## Rezeption
Scott Yanow verlieh dem Album in Allmusic dreieinhalb Sterne und schrieb, dies sei eine der seltsamsten Aufnahmen von Joe Henderson. Der spirituell angehauchte Charakter der Musik und die Anwesenheit von Alice Coltrane würden diese östlich angehauchten Aufführungen ziemlich einzigartig machen, wenn nicht sogar essentiell: ein frühes Beispiel für Weltmusik im Jazz.